# Granja do Tedo
Granja do Tedo ist eine Gemeinde (Freguesia) im portugiesischen Kreis Tabuaço. In ihr leben 156 Einwohner (Stand 19. April 2021).